# Castillejo de Iniesta
Castillejo de Iniesta es un municipio y localidad española de la provincia de Cuenca, en la comunidad autónoma de Castilla-La Mancha. El término municipal tiene una población de 102 habitantes (INE 2024).

## Geografía
Castillejo de Iniesta es un pequeño municipio conquense enclavado en la comarca de la Manchuela conquense. Dista 80 km de la capital provincial. Por su término municipal pasa la autovía del Este (entre los pK 222 y 228) y la antigua carretera N-3. El relieve es el característico de la comarca, predominando las llanuras con algunas elevaciones y arroyos estacionales. El pueblo se alza a unos 827 m sobre el nivel del mar. Limita con los municipios de Iniesta, (municipio por el que Castillejo está prácticamente rodeado) y Graja de Iniesta.
| Noroeste: Campillo de Altobuey | Norte: Campillo de Altobuey | Nordeste: Puebla del Salvador |
| Oeste: Motilla del Palancar    |                             | Este: Graja de Iniesta        |
| Suroeste: El Peral             | Sur: Iniesta                | Sureste: Iniesta              |

## Historia
A mediados del siglo XIX, el lugar tenía contabilizada una población de 381 habitantes. La localidad aparece descrita en el sexto volumen del Diccionario geográfico-estadístico-histórico de España y sus posesiones de Ultramar de Pascual Madoz de la siguiente manera: 

CASTILLEJO DE YNIESTA: v. con ayunt. en la prov. y dióc. de Cuenca (12 leg.), part. jud. de Motilla del Palancar (2), aud. terr. de Albacete (10), c. g. de Madrid (31): sit. al pie de una pequeña colina, en terreno pedregoso: las calles son desiguales y las casas de mala construccion, si se esceptuan 2 ó 3 que son mas decentes: hay sala consistorial, cárcel, 2 posadas, escuela de primeras letras á cargo del sacristan de la igl. que á la vez desempeña la secretaria del ayunt., igl. parr. de entrada, servida por un cura; una ermita (San Roque) en los afueras de la pobl., cementerio y un pozo de buena agua. Confina el térm., que se estíende sobre 1/2 leg., con Iniesta (1 leg.); la Graja (1), Motilla(2), la Puebla (1) y el Peral (2): el terreno es pedregoso y poco llano; tiene uno que otro pedazo de monte bajo, algunas tierras de labor, un plantio de viñas y olivar, y una buena cañada que le atraviesa una rambla. Los caminos son carreteros y de herradura y se hallan en mal estado. Hay una parada de postas. prod.: granos, patatas, hortalizas, azafran, aceite y vino, y caza de conejos y perdices. ind.: la agricultura y 3 telares. pobl.: 96 vec., 381 alm., cap. prod.: 548,860 rs. imp.: 27,443; importe de los consumos: 2,017 rs. 33 mrs.
(Madoz, 1847, p. 186)

## Demografía
Castillejo de Iniesta cuenta con una población de 102 habitantes (INE 2024).
| Gráfica de evolución demográfica de Castillejo de Iniesta entre 1842 y 2021                                         |
| |
| Población de derecho según los censos de población del INE Población de hecho según los censos de población del INE |

## Administración y política
| Periodo   | Nombre                         | Partido |
| --------- | ------------------------------ | ------- |
| 2003-2007 | Enrique Lucas Mateo            | PSOE    |
| 2007-2011 | Enrique Lucas Mateo            | PSOE    |
| 2011-2015 | Raquel González Otero          | PP      |
| 2015-2019 | Raquel González Otero          | PP      |
| 2019-2023 | José Antonino Valiente Navarro | PSOE    |
| 2023-act. | Rafael Moratalla Martínez      | PP      |

## Patrimonio

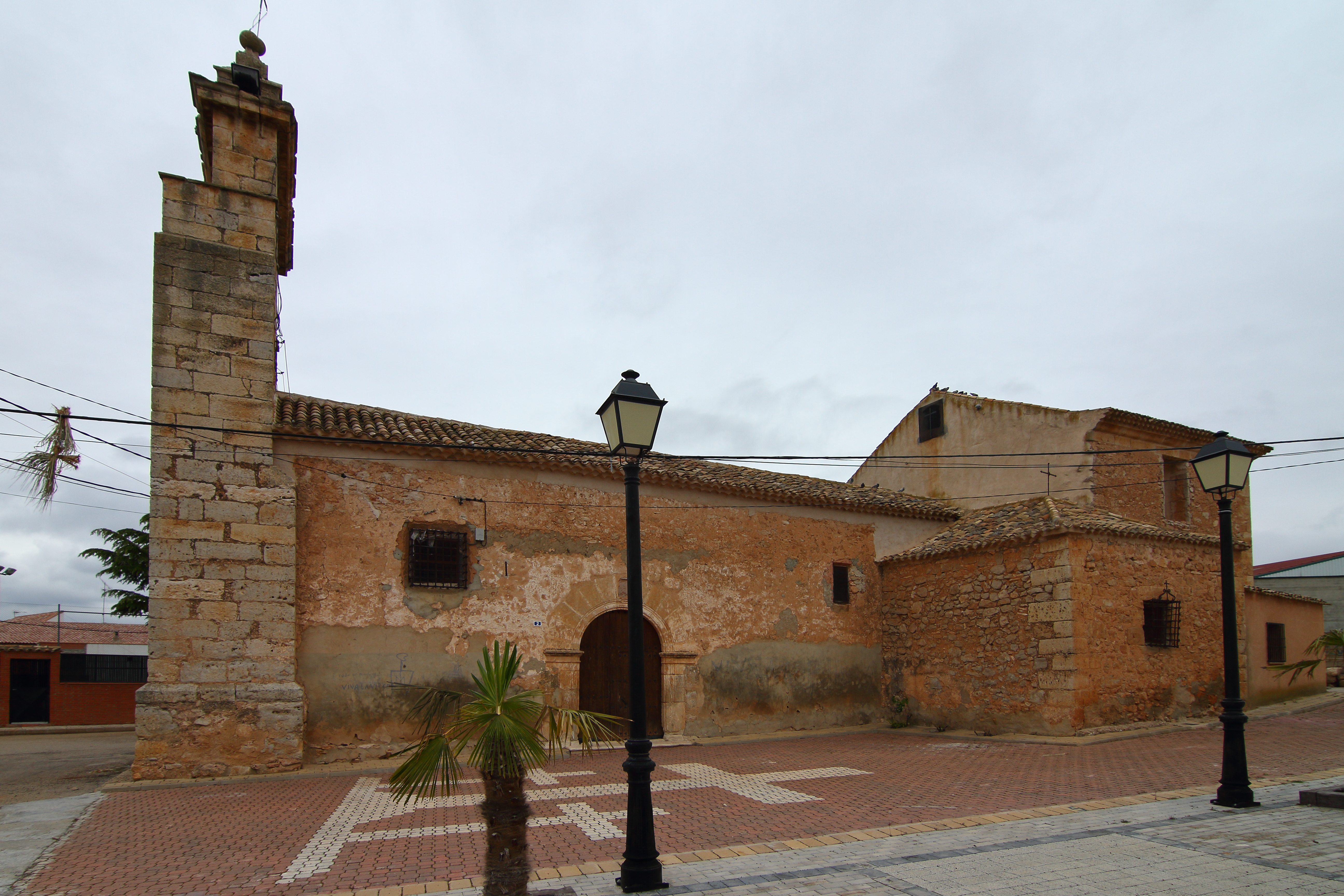
Iglesia parroquial

- Iglesia de Santa María Magdalena.
- Escultura de una mano.
- El telégrafo
- Cerro los moros
- Lavadero antiguo 1620-1960
- San isidro
- Reloj solar 1798

## Fiestas
- Fiestas patronales "Santa María Magdalena" 22 de julio.
- Fiestas patronales "San Agustin" 28 de agosto.